# Взрывы фейерверков в Тультепеке
20 декабря 2016 года произошли взрывы фейерверков на рынке Сан Паблито в городе Тультепек, на севере от Мехико. По крайней мере 42 человека погибли, и десятки получили ранения.

## Предыстория
В Тультепеке имеется крупная фейерверковая промышленность с двухсотлетней историей. Около 65 % населения города прямо или косвенно участвует в производстве фейерверков. По данным Института Пиротехники, 436 фейерверковых мастерских или розничных торговых точек были зарегистрированы в Тультепекском муниципалитете. В городе ввели новые меры безопасности на рынке в связи с взрывами пиротехники в 2005 и 2006 годах.

## Взрыв
Причина взрыва точно не известна, но самая распространённая точка зрения предусматривает взрыв после воспламенения пороха. До 300 тонн фейерверков присутствовали на рынке. Взрыв произошел примерно в 15:00 по местному времени. По состоянию на 24 декабря, по меньшей мере 36 человек погибли, и по крайней мере 84 получили ранения. Из погибших 26 погибли на месте взрыва, а остальные в больнице. Из раненных 46 человек были госпитализированы, пятеро из которых находились в критическом состоянии.
Шесть детей оказались в числе пострадавших, в том числе девочка с ожогами более 90 % тела. Близлежащие дома тоже были значительно повреждены, и большая часть рынка была разрушена во время взрыва.

## Реакция
Хосе Манзур, представляющий правительство штата Мехико, заявил, что все похороны и медицинские траты для погибших и пострадавших будет оплачено за счёт государства. Президент Энрике Пенья Ньето выразил соболезнования и поручил федеральным органам в координации с государственными органами помочь семьям пострадавших от взрыва. Управление Федеральной Генеральной прокуроры начало расследование инцидента.

## Галерея
- Пожарный тушит огонь
- Поиск тел в обломках